# Dwin
Dwin (orm. Դվին, gr. Δούσιος lub Τίβιον) – opuszczone miasto w Armenii, w prowincji Ararat, 35 km na południe od Erywania, w średniowieczu duży ośrodek handlowy, stolica Królestwa Armenii.
Zostało zbudowane w 335 roku przez Chosroesa II na miejscu starożytnego osiedla z III tysiąclecia p.n.e. W okresie największej świetności liczyło ok. 100 tysięcy mieszkańców. Zniszczone w 1236 roku przez Mongołów.